# 希臘戰役
希臘戰役（亦叫瑪莉塔作戰）是第二次世界大戰中发生在希臘本土及阿爾巴尼亞南部的戰爭，戰爭双方是同盟國（希臘及大英帝国）與軸心國（德國及義大利），此战役还包括地中海戰役等數次海上戰役，希臘戰役被認為是第二次世界大戰中巴爾幹戰場的大愛琴海部份。
希臘戰役一向被認為是希臘-義大利戰爭的延續，這場戰争自義大利皇家陸軍1940年10月28日攻打希臘開始，在數個星期內義大利侵略军就被驅逐回阿尔巴尼亚境内，希臘軍隊还攻佔了意大利控制下的阿爾巴尼亞南部山区。随着1941年3月義大利的反攻失敗，德國决定支援盟友並同时颠覆親英的南斯拉夫政权。瑪莉塔作戰于1941年4月6日開始，同時進攻南斯拉夫与希臘，大批德國軍隊經保加利亞入侵希臘，希臘及英國聯軍頑強抵抗，但最终因人數及裝備上的劣勢而潰敗，雅典在4月27日陷落，不過英国撤出了軍隊大约50,000人[a]，希臘的戰事在伯羅奔尼撒的卡拉馬塔陷落後以德國完全勝利而結束；整個戰事持續24天，不過德國及同盟國高層均對希臘士兵的勇敢表示欽佩。
一些歷史學家認為德國在希臘的軍事行動對第二次世界大戰的戰程有決定性的影響，它令德國推遲實施巴巴羅薩作戰，另有一些學者認為沒有影響及認為英國在希臘的干預毫無勝利希望的行動，是“政治上感情用事的決定”或一個“策略上的錯誤”。

## 序幕

### 希臘－意大利戰爭
| “                                | 希特勒總讓我去接受既定事實，這次我要還其人之身，他將在報紙上看到我攻佔希臘的新聞。 | ” |
| ——貝尼托·墨索里尼對魯道夫·赫斯說 |                                                                                    |   |

墨索里尼在1943年前作为意大利在第二次世界大战中实际的最高领袖一直鼓吹“恢复罗马帝国的荣光”，强调意大利的领土扩张，在事实上吞并了阿尔巴尼亚与埃塞俄比亚之后，这种领土狂热在意大利国内达到巅峰，为意大利对希腊的入侵埋下了伏笔。 另一方面，墨索里尼也因为納粹領袖希特勒沒有詢問他的戰爭政策而感到恼怒，他希望通过占领希腊来使得意大利成为一个与纳粹德国并驾齐驱的欧洲法西斯军事强权并以此建立意大利的獨立性，[b]他还希望通過對希臘（一個他认为很容易戰勝的國家）的戰爭勝利配合德國在軍事上的成功。因此，尽管當第二次世界大戰爆發時，希臘首相揚尼斯·梅塔克薩斯就表示要保持中立，希臘还是受到來自義大利方面越來越大的壓力，1940年8月15日義大利潛艇德菲爾諾號的魚雷擊中希臘巡洋艦埃利號，1940年10月15日，墨索里尼及其顧問決定入侵希臘[c]，10月28日早上，意大利大使加薩斯·埃魯紐馬爾向梅塔克薩斯提交只有3個小時的最後通牒，要求容許意大利軍隊進入希臘國土內以佔領一些戰略要地，梅塔克薩斯拒絕接受最後通牒（为了纪念拒絕接受最後通牒，这一天被作為希臘的全国性节日-Okhi Day），但在他拒絕前，義大利軍隊已經通過接壤阿爾巴尼亞的邊境入侵希臘[d]，主攻方向指向約阿尼納市附近的班都斯山脈，初期有一些進展，義軍一度越過了阿刻戎河，但很快被希腊军队逐回了阿爾巴尼亞。在3個星期內，希臘境內的入侵者被完全消灭，希軍乘勝追擊，義軍雖然易帥并大舉增援，但阿爾巴尼亞南部山區仍然落入希軍手中。
|                                              |                                       |                                           |
| 義大利的第一次進攻 1940年10月28日 – 11月13日 | 希臘的反攻 1940年11月14日 – 1941年3月 | 義大利的第二次進攻 1941年3月9日 – 4月23日 |

在經過數個星期的嚴寒冬天後，義大利軍于1941年3月9日在整個前線發起大規模反攻，雖然義軍在人數及裝備上佔有優勢，但仍然失敗，經過一個星期的戰鬥及付出傷亡12,000人的代價，墨索里尼決定停止攻勢及在12天後離開阿爾巴尼亞。現代分析家相信義大利的失敗由於墨索里尼及意军將領在作戰中分配軍事資源不足（意军仅投入了55,000名士兵）、對秋季天氣判斷錯誤、進攻缺乏突然性及沒有保加利亞人的支持，甚至在基本裝備上也有問題如沒有分發冬季軍服，而墨索里尼还拒絕接受軍事工業顧問的意見，他們警告義大利在1949年前沒有足夠力量應付全年戰爭。
在6個月對義大利的戰爭中，希臘軍隊消除了敵人的主要力量。希臘沒有自己的軍工工業，軍隊的裝備及彈藥供應依賴從在北非英軍從戰敗的義大利軍手中俘獲的。為了應用在阿爾巴尼亞的戰事，希臘軍方決定從色雷斯和東馬其頓地区抽调部队（之后德國的進攻令希臘軍隊不得不回防该區域，令他們不能在兩方面同時组织起顽强的防守），希臘軍方統帥部決定鞏固在阿爾巴尼亞的勝利，暂时忽视德國從保加利亞发起進攻對战局的影响。

### 希特勒的攻擊決定和英國對希臘的援助
希特勒为了救援盟友，同时也为了防止英军从希腊方向干扰德国接下来的作战，彻底瓦解英國在地中海的勢力，在1940年11月4日決定介入，這天是英國軍隊進駐克里特島及米科諾斯島的4天後。他命令將領們籌備一個經羅馬尼亞，由保加利亞入侵希臘北部的进攻計劃。11月12日，德國國防軍最高統帥部發出第18號命令，在1941年1月進攻直布羅陀及希臘。但是，1940年12月，西班牙领导人弗朗西斯科·佛朗哥为了能使西班牙避免在军事上卷入二战，拒絕了德军穿越西班牙领土進攻直布羅陀的行動，德国被迫重新考慮其在地中海的計劃。最终，德國在歐洲南部的軍事行動仅限於進攻希臘，1940年12月13日，國防軍最高統帥部發出第20號命令，行動代號為“馬莉塔”，計劃在1941年3月攻佔愛琴海北部海岸，如有需要，亦計劃攻佔整個希臘本土。3月27日南斯拉夫政府突然发生政變，彼得二世掌握政权，南斯拉夫王国实际倒向英国。希特勒召集其參謀召開緊急會議，命令緊急草擬進攻南斯拉夫的軍事行動，同時對進攻希臘的行動作出修改，4月6日，希臘及南斯拉夫同時遭受進攻。
| “                         | 南斯拉夫的突然政變出乎意料，當我在27號早上聽到這個消息時，我想只是一個無需認真對待的事情。 | ” |
| ——阿道夫·希特勒對其將領說 |                                                                                            |   |

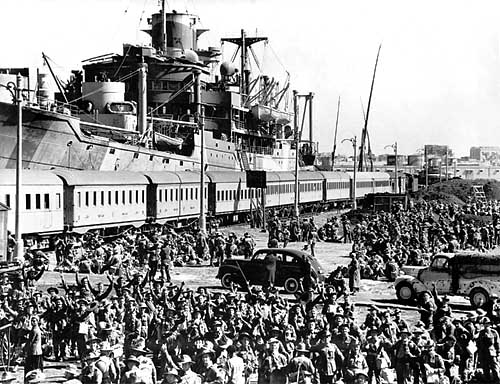
在埃及亞歷山卓的澳大利亞士兵增援希臘(坎培拉的澳大利亞戰爭檔案)

英國是在1939年宣佈援助希臘的，它表明堅決支持希臘或羅馬尼亞的獨立，「我們會動用一切力量保护希臘或羅馬尼亞政府。」首批增援部隊是英國皇家空軍數個中隊，它們在1940年11月到達。在希臘政府的准許下，英國軍隊在10月31日在克里特島登陸以守衛蘇達灣，令希臘政府能將第5克里特師調往本土。當1941年1月13日英國及希臘的政治及軍方領袖在雅典開會時，希臘陸軍總司令亞歷山大·帕帕戈斯將軍要求英國提供9個裝備充足的師及足夠的空中支援，不過，由於在非洲北部戰事非常激烈，所以只能夠立即提供少於一個師的兵力，這個提議被希臘方面拒絕，他們覺得這會促使德國進攻而希臘卻得不到足夠的援助[e]，他們要求英國如果德國軍隊從羅馬尼亞渡過多瑙河進入保加利亞立即提供援助。
邱吉爾堅持其想法以建立包括南斯拉夫、希臘及土耳其的巴爾幹戰線及命令安東尼·艾登及約翰·迪爾與希臘政府談判。2月22日，迪爾與希臘的領導人包括希臘國王喬治二世、首相亚历山德罗斯·科里齐斯（扬尼斯·梅塔克萨斯的繼承者，梅塔克萨斯于1941年1月29日逝世）及帕帕戈斯在雅典會談，會上決定大英國協軍隊增援希臘。德國軍隊在1941年3月1日進入羅馬尼亞，德意志國防軍開始開入保加利亞，同時保加利亞動員及開到接壤希臘邊境，在3月2日的榮光行動中，軍隊及裝備到達希臘，26艘軍艦到達比雷埃夫斯。4月3日，在英國、南斯拉夫及希臘的軍事代表團會議中，南斯拉夫答應當德軍在進攻中進入其國土時封鎖斯特魯馬河，在會中，帕帕戈斯著重於聯合希臘及南斯拉夫對抗義大利，雖然德國進攻它們[f]，直到4月24日，超過62,000名大英國協軍隊（包括英國、澳大利亞、新西蘭、巴勒斯坦及賽普勒斯）被派到希臘，組成澳大利亞第6師、新西蘭第2師及英軍第1裝甲旅，它們組成了W軍團，由亨利·梅特蘭·威爾遜指揮[g]。

## 軍事準備

### 地形
要進入希臘北部，德軍需越過洛多皮山脈，附近有數條河谷及可容許大型軍事單位通過，2個進攻方向分別在丘斯滕迪爾西部及接壤南斯拉夫-保加利亞邊境，經斯特魯馬河谷向南前進，希臘邊境的防禦工事配合當地地形，及難以克服的防衛系統以保衛當地少數公路，斯特魯馬河及奈斯托斯河沿希臘-保加利亞邊境橫跨山脈，作為梅塔克薩斯防線的一部份，河谷受強大的防禦工事保衛著，這條防線上的碉堡及陣地是在1930年代建立在接壤保加利亞邊境，其理念與馬奇諾防線相似，它的優點是令進攻者難以接近守軍之防禦據點。

### 策略
希臘的山區地形有利於防守戰略，洛多皮山脈、伊庇鲁斯山、班都斯山脈及奧林匹斯山能延止入侵者的進攻，不過，德國空軍有足夠力量令守軍難以在山區內的隘道通過，雖然從阿爾巴尼亞入侵的敵人能被班都斯山難以通行的地形阻止，但希臘東北部的地形卻難於阻止來自北面國境的入侵。
在3月份雅典會議後，英軍司令部相信他們將聯同希臘軍隊防守哈里亞克蒙防線—一條在東北部沿佛蒙特山及哈里亞克蒙河下游的防線，帕帕戈斯等待南斯拉夫攻府的澄清，之後建議堅守梅塔克薩斯防線—它是保衛希臘人民的國防象徵—及決定不從阿爾巴尼亞撤回任何一個師團，他堅持如果這樣做是將勝利讓與義大利人，令在戰略上的重要港口塞薩洛尼基實際上難於防守及運送英軍到該將非常危險，他建議在防守塞薩洛尼基時充分利用地形上的優勢及建立防禦工事。
迪爾將軍描述帕帕戈斯的態度是不和順及失敗主義者及批評他的計劃脫離現實，因為希臘軍隊及火炮僅足夠作象徵性防守，英國人估計希臘的主要敵人是保加利亞—梅塔克薩斯防線是被專門為與保加利亞的戰爭而設計的—在與其傳統上的盟友南斯拉夫接壤的邊境完全不設防的，雖然他們關心是邊界防線的脆弱及他們知道如果德軍從奈斯托斯河至瓦爾達爾河之間進攻的話防線必定崩潰，英軍仍然容許希臘指揮，3月4日，迪爾接受防守梅塔克薩斯防線的計劃及英國內閣也於3月7日確認有關協議，總指揮仍然交給帕帕戈斯，而希臘及英國的指揮官們放棄在東北部建立阻擊區的計劃，不過，英國仍然沒有動員它的軍隊，因為威爾遜將軍擔心部隊實力太弱而不能防守邊境防線，相反，他把部隊配置在瓦爾達爾河以西40英哩，目的是可以保持與在阿爾巴尼亞的希臘第1軍團的接觸及拖延德軍進佔希臘中部，這比其它選擇需要較少部隊，但需要較多時間準備，不過，這會放棄整個希臘北部及令希臘人在政治和心理上不能接受，加上防線左翼會被從南斯拉夫通過蒙那斯迪爾隘口的德軍攻擊，不過，他們想不到南斯拉夫軍隊的快速潰敗及德軍進佔沃米歐山。
德軍的策略是基於閃電戰戰略，這已在入侵西歐時被証明成功及在入侵南斯拉夫時確認其作用，德軍指揮官計劃集中使用陸軍及坦克加上空軍支援進攻和快速攻佔希臘，當攻佔塞薩洛尼基後，雅典及比雷埃夫斯
是之後的主要目標，當比雷埃夫斯及科林斯地峽在德國人手中後，英國及希臘軍隊只有不幸的疏散及撤退。

### 防守及進攻力量

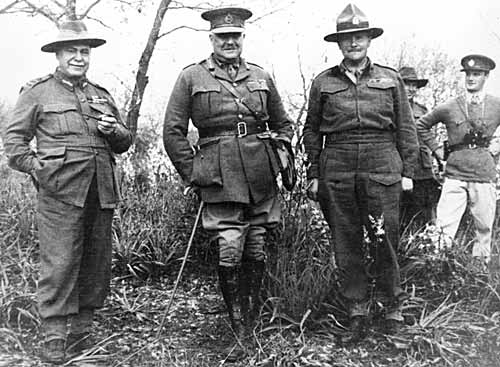
1941年，澳大利亞第1軍司令托馬斯·布萊梅中將，大英國協遠征軍(W軍團)司令亨利·梅特蘭·威爾遜將軍及新西蘭第2師司令伯納德·弗賴伯格一周在希臘(在坎培拉的澳大利亞戰爭檔案)

南斯拉夫第5軍團被賦與防守東南部邊界的克里瓦帕蘭卡及希臘邊境，當德軍進攻時，南斯拉夫軍隊仍未充分摩托化及缺乏足夠的現代化裝備及武器，德軍進入保加利亞後，希臘軍隊放棄了西色雷斯，這時，防衛保加利亞邊境的希臘軍隊共有大約70,000人，隸屬於希臘第2軍團，剩餘的希臘軍隊—希臘第1軍團，包括14個師—正在阿爾巴尼亞作戰。
3月28日，在馬其頓中部的希臘軍隊;第12及第20步兵師—被轉交給亨利·梅特蘭·威爾遜將軍指揮，他在阿迪達斯西北部建立了自己的司令部，新西蘭師負責防守奧林匹斯山而澳大利亞師封鎖哈利阿科門山谷到沃米歐山，皇家空軍將從希臘中南部機場起飛作戰；不過，只有少數飛機可供作戰，英軍已接近全摩托化，但其裝備較合適在沙漠中作戰而不是在希臘山區內的道路，他們缺少坦克及高射炮，而渡過地中海的交通路線十分不穩定，因為護衛艦隻必須接近在愛琴海的敵人控制的島嶼，這方面的問題限制了希臘港口的運輸能力。
德國第12軍團由陸軍元帥威廉·李斯特指揮，他負責執行馬莉塔作戰，其軍團下轄6個軍事單位：
1. 第1裝甲集團，由保羅·路德維希·埃瓦爾德·馮·克萊斯特上將指揮；
2. 第40裝甲軍，由格奧爾格·斯圖姆中將指揮；
3. 第18山地軍，由弗朗茨·伯梅中將指揮；
4. 第30步兵軍，由奧托·哈特曼中將指揮；
5. 第50步兵軍，由格奧爾格·林德曼中將指揮；及
6. 第16裝甲師，駐守土耳其-保加利亞邊境以支持保加利亞防範土耳其的進攻[48]

### 德國的進攻計劃及配合
德軍的進攻計劃是根據他們在法國戰役中得到的經驗而制定的，其策略是使用在阿爾巴尼亞的戰事分散希臘軍隊的注意力，削弱希臘在防守南斯拉夫及保加利亞邊境的兵力，使用裝甲部隊通過防守薄弱的區域輕易到達敵方國土，再使用步兵配合作戰，由於南斯拉夫南部的脆弱防衛系統已被德軍裝甲部隊攻破，梅塔克薩斯防線可能會被由南斯拉夫南下的機械化部隊從側翼包圍，因此攻佔比托拉及奈斯托斯河谷對側翼包圍行動非常重要。
南斯拉夫軍事政變導致進攻計劃突然出現變數也為德國第12軍團帶來一系列問題，根據3月28日的第25號指令，第12軍團需重組，其摩托化部隊需要經尼什市進攻貝爾格萊德，由於距離進攻發起日(D日)只有9天，時間十分寶貴，每支到達之部隊均需要摩托化，4月5日晚上，各支進攻南斯拉夫或希臘的部隊均已集結完畢。

## 德軍入侵

### 通過南斯拉夫南部及進攻塞薩洛尼基

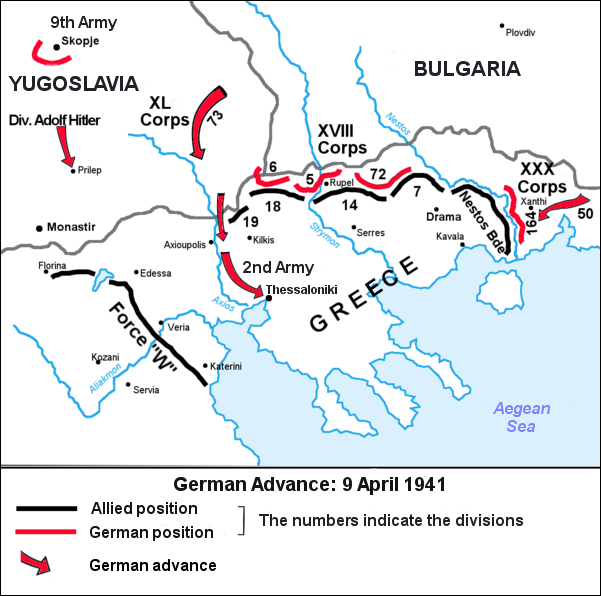
德軍直至1941年4月9日的進攻，當時德軍第2裝甲師攻佔了塞薩洛尼基

4月6日早上，在德國空軍轟炸貝爾格萊德時，德國陸軍入侵希臘，第40裝甲軍—本來進攻南斯拉夫南部—在早上5時30分發起進攻，在2個不同地點越過保加利亞邊境，4月8日晚上，武裝親衛隊第1阿道夫·希特勒師攻佔樸比達，從而切斷了貝爾格萊德與塞薩洛尼基之間的鐵路線，及從盟國間孤立了南斯拉夫，德軍因而佔據了有利的地形，4月9日晚上，斯圖姆將軍將其部隊在比托拉北部展開，準備穿過希臘邊境向弗洛里納展開大規模進攻，從這裹可以包圍在阿爾巴尼亞的希臘軍隊及在弗洛里納、埃德薩及卡泰里尼的W軍團，當一個突然的進攻從南斯拉夫中部發起時，德軍第9裝甲師向西進攻與在阿爾巴尼亞邊界的義大利人會合。
4月6日早上，德軍第2裝甲師(第18山地軍)從東面進入南斯拉夫，通過斯垂蒙山谷向西進攻，他們只遭到少量敵軍的微弱抵抗，不過卻因為要清除道路障礙物、地雷及泥濘而受阻延，不過，該師依然在當天到達進攻目標，斯垂蒙鎮，4月7日，南斯拉夫向該師北翼發起反攻，第2天該師橫過山區及攻擊在朵伊倫湖南面的希臘第19摩托化步兵師，雖然因狹窄的山區道路而受阻，4月9日早上向塞薩洛尼基進攻的德軍進入該市，沒有遭遇抵抗，希臘第2軍團跟著投降了。

### 梅塔克薩斯防線
梅塔克薩斯防線由東馬其頓軍防守，下轄第7、第14及第17步兵師，由康斯坦丁·巴科普洛斯中將指揮，防線由距離奈斯特韋茲河170千米向東伸展，沿保加利亞邊境到達接近南斯拉夫邊境的比拉斯薩，平時防線有超過200,000名守軍，但由於缺乏人手，實際上守軍只有70,000人，由於兵力不足，防線相對薄弱。
德軍對防線的進攻由2個山地師組成的第18山地軍負責，他們因遭遇到頑強抵抗而進展甚微，在第一天的德軍報告顯示德軍第5山地師「雖然有強大的空中支援下付出大量傷亡下仍難以攻破魯佩爾要塞」，在梅塔克薩斯防線上的24個要塞只有2個被攻佔，而且它們是因為被守軍破壞後才陷落。
經過3天激戰後，德軍終於在火炮及俯衝轟炸機的支援下攻佔所有要塞，行動成功主要歸功於德軍第6山地師，他們翻越了海拔7,000英呎高的充滿積雪的山嶺及突破希臘軍隊防守薄弱的地點，他們在4月7日晚上到達前往塞索洛尼基的鐵路線，第18山地軍的另一個師在面對頑強阻擊下前進，第5山地師與增援的第125步兵團，在4月7日瓦解了斯垂蒙的防衛及渡河攻擊，他們通過時將碉堡逐一攻佔，不過由於面對慘重傷亡，他們在到達預定區域後便撤出了戰鬥，德軍第72步兵師從布拉戈耶夫格勒進攻越過山脈，雖然缺少馱獸、中型火炮及登山設備，他們在4月9日晚仍然到達塞雷斯及突破梅塔克薩斯防線，在巴科普洛斯中將決定從防線後撤後，孤立的堡壘堅守了4天，直至德軍重型火炮到達才陷落，一些孤立的守軍繼續戰鬥，令後撤的希臘軍隊能從海上撤退。

### 希臘第2軍團的投降
4月8日晚，左翼的第30步兵軍到達它的預定目標，德軍第164步兵師攻佔薩丁，德軍第50步兵師越過科莫蒂尼後渡過奈斯特韋茲河，它們在第2天會合，4月9日，隨著瓦爾達爾河東岸防禦的崩潰，希臘第2軍團決定無條件投降，根據4月9日的戰況估計，李斯特元帥認為由於摩托化單位的快速進展，他的第12軍團在突破敵人在瓦爾達爾河的防守後已佔據有利位置向希臘中部推進，基於這種估計，他命令第5裝甲師從第1裝甲集團轉入第40裝甲軍之下，他的理由是他有一個新的任務以通過蒙那斯迪爾隘口，他重組了2支進攻部隊，東面是第18山地軍及西面是第40裝甲軍。

### 突進到科扎尼
4月10日早上，第40裝甲軍已完成繼續進攻的準備及向科扎尼方向進發，超出所有預計，蒙那斯迪爾隘口完全沒有防守，德軍於是把握這個機會，他們在早上11時在韋維北面與盟軍首次接觸，武裝親衛隊在4月11日佔領韋維，但在該鎮南面的克里迪山口被阻擊，這裹是大英國協及希臘部隊的駐地，這支部隊名叫艾雲·G·麥基部隊，威爾遜將軍將它配置此地是“....阻止對弗洛里納狹谷的閃電進攻”，第2天，武裝親衛隊一個團偵察出敵人位置及向敵人發起進攻，經過激烈戰鬥，德軍消除了這些抵抗及突破防守，4月14日早上，德軍第9裝甲師前鋒到達科扎尼。

### 奧林匹斯及塞維婭山口

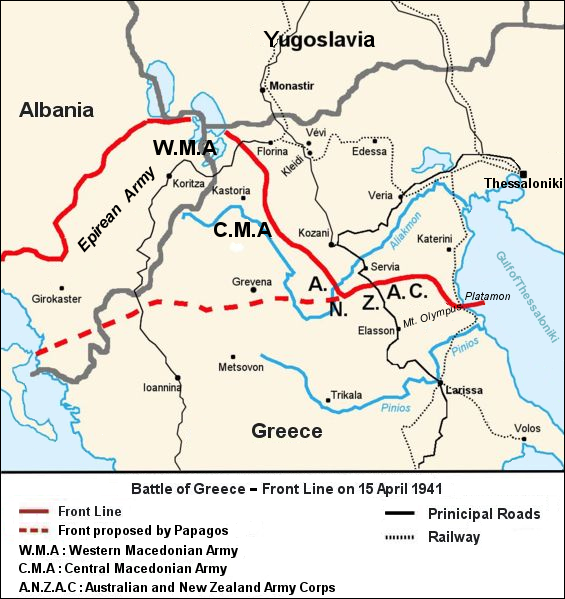
1941年4月15日的戰線

當德軍第40裝甲軍經蒙那斯迪爾隘口側擊時，威爾遜面對德軍從塞薩洛尼基的進攻，4月13日，他決定將所有大英國協的部隊撤向哈里亞克蒙河及溫泉關的狹窄山口，4月14日，第9裝甲師建設了渡過哈里亞克蒙河的浮橋，但他們試圖再向前進攻被敵人密集的炮火所阻，這些防禦炮火來自3個方向：在奧林匹斯山至海邊之間的普拉塔蒙隧道區、奧林匹斯山口及在東南面的塞維婭山口，在這3條路線前進都面對強大反擊，而且只有少量部隊可以通過，在奧林匹斯及塞維婭山口防守的包括新西蘭第4營、新西蘭第5營及澳大利亞第16營，之後3天，第9裝甲師難以向前推進。
一座毀壞了在山脊的堡壘守衛這裹到普拉塔蒙之海岸，4月15日晚，一個德軍摩托化營在一個坦克營的支援下進攻這裹，但被麥基陸軍上校指揮的新西蘭第21營士兵擊退，新西蘭士兵傷亡慘重，第2天，德軍一個裝甲團到達及攻擊新西蘭第21營兩翼，不過新西蘭第21營仍堅守堡壘，經過15至16日的激戰，德軍調來一個坦克營、一個步兵營及一個摩托化營增援，當坦克沿海岸進攻數小時後，德軍步兵攻擊新西蘭軍左翼，

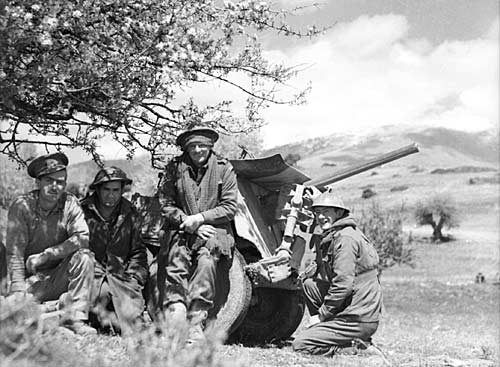
在從韋維鎮撤退數小時後，澳大利亞反坦克炮兵正在休息

新西蘭第21營被迫撤退，渡過皮尼俄斯河、及到達皮尼俄斯峽谷西面出口，他們只付出輕微傷亡，麥基上校接到命令要堅守峽谷至4月19日，他命令在所有守軍士兵進入峽谷後，鑿沉在峽谷西面出口的所有船隻及開始構築防禦工事，第21營得到新西蘭第2步兵營第2連及之後到來的新西蘭第2步兵營第3連的增援，這支守軍被改名為亞倫部隊，由阿瑟·森美·亞倫準將指揮，新西蘭第2步兵營第5連及新西蘭第2步兵營第11連被移到峽谷西南面的拉里薩及被命令盡量堅守此地3至4天。
4月16日，威爾遜將軍與帕帕戈斯將軍在拉米雅會談及通知他已決定把部隊撤入溫泉關，布莢梅將軍在撤入溫泉關時將麥基及伯納德·弗賴伯格的權責分開，麥基負責在通過東南面的拿尼沙時保護新西蘭師的兩翼及指揮部隊通過多莫科斯撤入溫泉關；英軍第1裝甲旅掩護撤退；弗賴伯格指揮亞倫部隊撤退。
4月18日早上，進攻皮尼俄斯峽谷的行動開始，德軍裝甲步兵乘船渡河，而第6山地師從山上往下進攻新西蘭營，將其徹底擊潰，4月19日，第18山地軍進入拿尼沙及佔領機場，這是英軍的主要供應據點，奪取了相等10部貨車的物資及燃料令前鋒部隊可以繼續前進，沃洛斯港在4月21日陷落；在這裹，德軍奪取了大量有價值的柴油引擎及未經加工的石油。

### 希臘第1軍團的撤退及投降
當德軍深入希臘國土後，希臘第1軍團在阿爾巴尼亞的行動深受威脅，威爾遜將軍形容他們如「拜物教徒的教旨般不希望見到地上的庭院，他們不願向義大利人退讓」，直到4月13日，希臘第1軍團才開始向班都斯山脈撤退，盟軍經班都斯山脈到溫泉關的撤退路線可能受到側擊希臘軍隊的德軍威脅，武裝親衛隊一個團執行經邁臘翁山口到約阿尼納的任務以切斷希臘第1軍團的後退路線，4月14日，在卡斯特里亞山口爆發激烈戰鬥，在這裹德軍封鎖希臘軍隊的退路，封鎖行動擴展到整個阿爾巴尼亞前線，而義大利軍則緩慢的追擊。
帕帕戈斯將軍估計德軍會進攻邁臘翁山口，因此命令部隊衝向此地，4月18日，一場數個希臘軍事單位與武裝親衛隊阿道夫·希特勒旅之間的戰鬥—他們已經到達格雷韋納—爆發，希臘軍隊由於缺少對抗摩托化部隊的必要裝備而被包圍壓倒，德軍繼續進攻及在4月19日佔領約阿尼納，這是希臘第1軍團最後一條補給路線，盟國的報紙形容希臘軍隊的命運如現代的古希臘悲劇，歷史學家及前戰地記者克里斯托弗·巴克利當形容希臘軍隊的悲劇時表示「這是一個亞厘士多德學派的導瀉，令所有人敬畏的勇敢但徒勞的事情」。
4月20日，在阿爾巴尼亞的希臘軍隊司令喬治·措拉格魯將軍意識到這個不願見到的情形及決定命令包括14個師的部隊投降，第二次世界大戰歷史學家約翰·基謹描述措拉格魯令義大利人達到勝利的目的及不能獲取任何利益，他與德軍武裝親衛隊師長澤普·迪特裡希進行非正式談判，安排只向德軍單方面投降，在希特勒直接命令不能向義大利人透露詳情下，投降很快被接納，被這個決定觸怒的墨索里尼命令向希臘軍隊反攻但被擊退，因此墨索里尼派出個人代表到希特勒要求義大利參加4月23日的停戰協定，希臘士兵在解除武裝後可自由返回家園，而不會被當作戰俘，而軍官則容許保留自己的武器。

### 温泉关的位置
早在4月16日，德軍指揮官意識到英軍將自沃洛斯及比雷埃夫斯坐船撤退，他們決定實施追擊，與英軍保持接觸及阻止其撤退計劃，由於缺乏機動力，德軍步兵師撤出戰鬥，第2及第5裝甲師、武裝親衛隊第1摩托化旅和數個山地師追擊敵軍。
為了容許英軍主力撤退，威爾遜命令在雅典的門戶，歷史上著名的温泉关作最後的立足點，弗賴伯格負責防守在海岸線上的山口，而麥基則防守斯卡姆洛斯山谷，戰役後麥基說：「我對能撤離不抱任何希望，我想我們已經堅持了兩個星期及被數倍於我軍的敵人擊敗。」當4月23日早上命令到達時，他們決定兩個地點各由一個團防守，這兩個團，澳大利亞第19團及新西蘭第6團盡量長時間守衛各山口，以掩護其他單位撤退，德軍在4月24日早上11時30分發起進攻，遇到頑強抵抗，損失了15輛坦克及付出大量傷亡，盟軍堅守了一整天；達到了阻延的目的，他們向海灘撤退及在底比斯建立新的防線，德軍裝甲師的追擊因為陡峭的山坡及U字形的折彎而受阻延。

### 德軍向雅典進軍

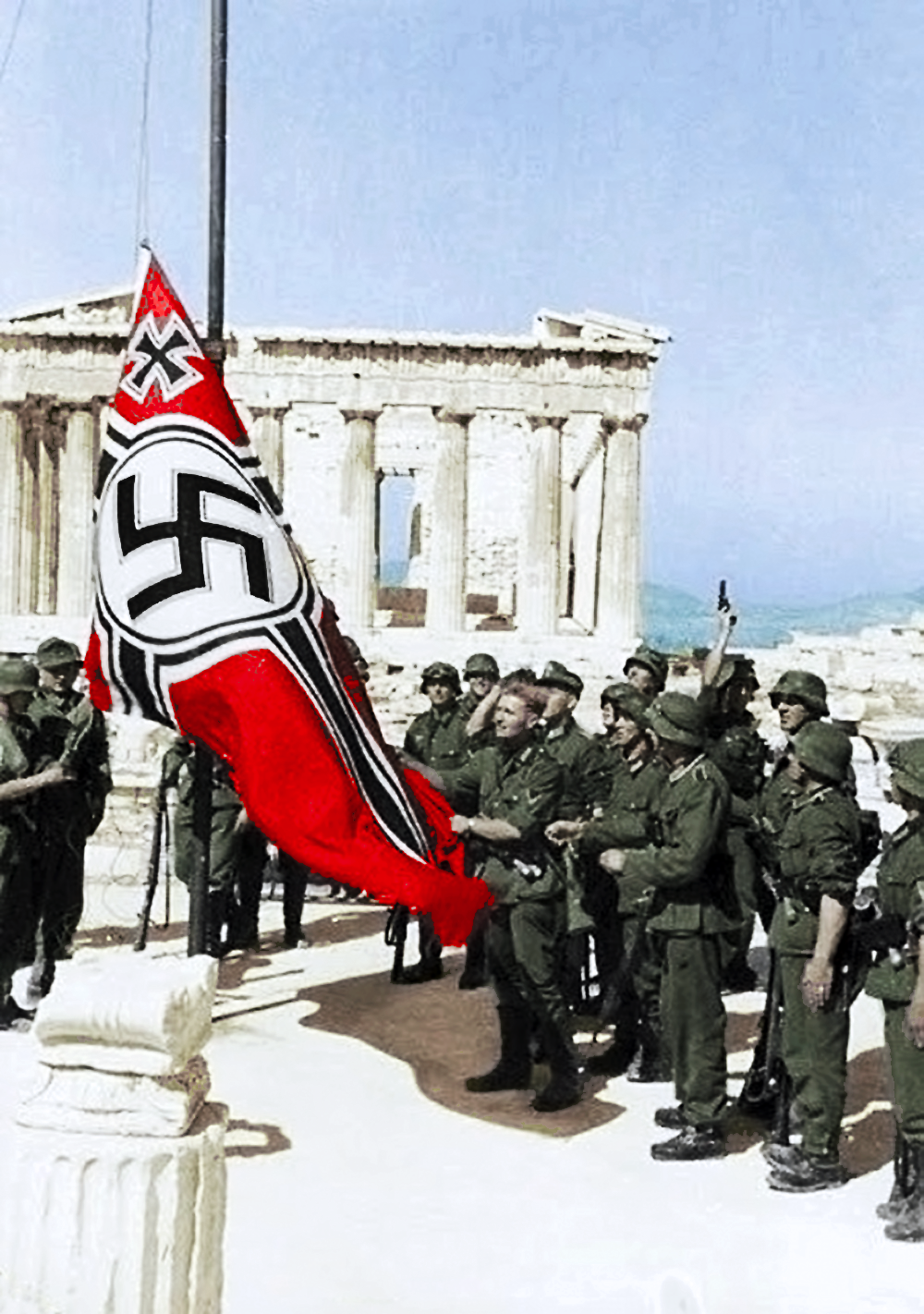
德军在雅典卫城升起德國軍旗

當棄守溫泉關後，英軍從南面的底比斯撤退，這是除雅典外唯一仍在盟軍手中的地區，第2裝甲師的一個摩托化營渡過優卑亞島後攻佔哈尔基斯港，之後退回本土，他們的任務是側翼包圍撤退中的英軍，這個摩托化營只遭遇到微弱抵抗及在1941年4月27日早上，第一個德軍士兵進入雅典，後面有大批裝甲車、坦克及步兵跟隨，他們取得了大批物資包括石油、汽油及潤滑劑，數千噸的彈藥、十輛載滿糖果的貨車及相等於十輛貨車的其他物資加上各種其他裝備、武器及藥物，雅典的居民在數天前已預計德軍將會入城、緊閉窗戶及留在家中，之前一天的晚上雅典電台作出如下宣佈:

你們正在聽著的是希臘之音，希臘人，堅定的、驕傲的及有尊嚴的站起來，你們必須證明你們自己在歷史中的價值，我軍的英勇及勝利已經被確認，我們正確的理想亦將會被實現，我們正直的執行職責，朋友們！希臘將存在我們心中、我們軍隊的靈魂及最後勝利之火鼓舞我們生存，希臘將會再生及更加強大，因為軍隊正直的為生存及自由而戰，兄弟們！充滿勇氣及毅力，大膽的戰鬥，我們將會排除萬難，希臘人！只要希臘存在我們心中，我們必定能驕傲的及有尊嚴的站起來，我們已經是一個正直的國家及有勇敢的士兵。

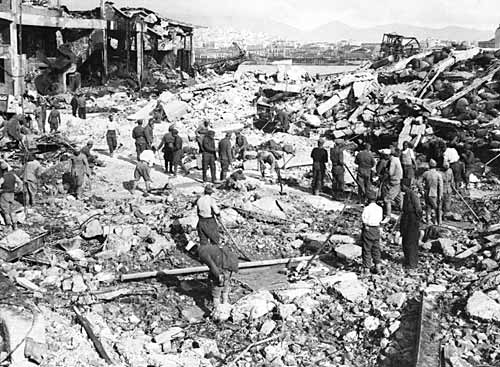
1941年4月6日，受德軍轟炸破壞的比雷埃夫斯(在坎培拉的澳大利亞戰爭檔案)

德軍直接到達雅典衛城及升起德國軍旗，根據很多目擊者說，希腊精銳步兵部隊除下希臘國旗後拒絕交給入侵者及從雅典衛城跳下，無論這個故事是否真的，很多希臘人相信及視這些士兵為烈士。

### 大英國協軍隊的撤退
|                                                         | 很少情報來自希臘，只有13,000名士兵在星期五晚已撤往克里特島，所以撤退只完成了小部份，這是一個可怕的憂慮……戰時內閣。 威爾遜說“我們在希臘只損失了5,000人”，我們W軍團實際上損失了最少15,000人，他是偉大的，不過他每天沉迷於一廂情願的思考。 |
| ——羅伯特·孟席斯，摘錄自他的個人日記 1941年4月27日和28日 | |

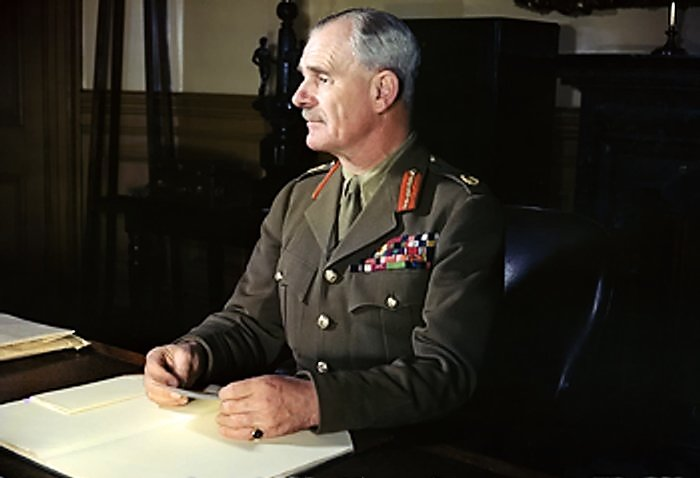
1941年4月15日早上，韋維爾向威爾遜發出如下信息：「我們必須在與希臘人合作下繼續戰鬥，不過根據情報我們有必要儘快撤退。」

當中東戰區英軍總司令阿奇博爾德·珀西瓦爾·韋維爾將軍在4月11日至13日在希臘時已經警告威爾遜不能預計有任何增援，及授權弗雷迪·德·金根少將與有關官員討論撤退計劃，無論如何，英國人在這個階段不會提出任何建議；所有建議均來自希臘政府，第二天帕帕戈斯向威爾遜建議W軍團應該撤走後先行離開，威爾遜通知中東總部及海軍上校伯利·古樂門在4月17日到達希臘準備撤退計劃，同一天威爾遜回到雅典與希臘國王、帕帕戈斯、迪阿比亞克及古樂門會談，晚上，科里齐斯向國王喬治二世會報戰敗的消息後自殺，4月21日，韋維爾在口頭上批准威爾遜撤退的要求後補回書面命令，命令大英國協部隊撤退往克里特島及埃及。
5,200人，大部份隸屬新西蘭第5步兵團在4月24日晚上從阿提卡東部的波爾圖·拉斐迪，當時新西蘭第4步兵團仍在封鎖通往雅典的道路，當地已被新西蘭部隊24小時禁止通行。4月25日（澳新軍團日），少數皇家空軍中隊離開希臘（迪阿比亞克在克里特島的伊拉克利翁設立了指揮部），及10,200名澳大利亞士兵從納夫普利翁及米加拉撤退，另外2,000人則等待至4月27日因為尤尔斯特皇子接近納夫普利翁，德軍認清撤退行動是自東伯羅奔尼撒的港口進行。
4月25日，德軍空降攻佔了科林斯運河上的大橋，這有雙重目的：切斷英軍撤退路線及掩護他們進入科林斯地峽，進攻在初期便取得成功，直至英軍一枚炮彈錯誤擊毀大橋為止，武裝親衛隊第1摩托化旅在約阿尼納集結，準備經阿尔塔沿班都斯山脈西面的山麓丘陵向米索隆基進發，及在佩特雷橫過伯羅奔尼撒從西面進入地峽，當他們在4月27日下午5時30分到達時知道傘兵部隊已經被從雅典開來的部隊代替。
在科林斯運河上架設臨時橋樑令第5裝甲師可越過伯羅奔尼薩追擊敵人，當他們經阿尔戈斯往卡拉馬塔時，他們發現大部份盟軍單位已經撤退，他們在4月29日到達南部海岸，在這裹他們與從皮爾戈斯開來的武裝親衛隊會合，在伯羅奔尼薩他們與一些孤立和未能準時登船的盟軍爆發零星戰鬥，這次進攻對切斷從希臘中部撤退過來的英軍已遲了數天，不過他們仍然包圍了澳大利亞第16步兵團及澳大利亞第17步兵團。4月30日，大約50,000名士兵已經撤離[a]，不過卻被德國空軍重創，大約26艘運兵船被擊沉，德軍在卡拉馬塔共俘虜大約7–8,000名來不及撤退的大英國協(包括2,000名賽普耶斯及巴勒斯坦人)及南斯拉夫士兵，同時從盟軍戰俘營中釋放了很多義大利戰俘。

## 後果
|                                       |
| 三国占领区 義大利領 德國領 保加利亞領 |

### 三國佔領
1941年4月13日，希特勒發出元首第27號指令，說明他即將在希臘的佔領政策，他最後決定在巴爾幹的佔領範圍的元首第31號指令在6月9日發出，希臘本土被德國、義大利及保加利亞瓜分，德軍佔領了很多在戰略上很重要的地區，主要是雅典、塞索洛尼基及中馬其頓及一些在愛琴海的島嶼包括大部分克里特島，他們亦佔領弗洛里納，義大利及保加利亞均要求這裏，同一天措拉格魯請求投降，保加利亞軍入侵色雷斯，目的是控制在西色雷斯及東馬其頓的愛琴海出口，保加利亞人佔領了斯垂蒙河經薩莫色雷斯島至斯維林格勒西面的薩摩斯河的分界線，剩下的由義大利佔領，義大利軍在4月28日開始佔領在愛奧尼亞海及愛琴海的島嶼，6月2日他們佔領伯羅奔尼薩、6月8日他們佔領提薩里及在6月12日佔領阿提卡。
希臘在被佔領其間，人民面對極權統治，很多人因困苦及飢餓而死亡，佔領者也因此面對困難及付出高昂代價，這導致希臘民主軍的建立，他們對佔領者發動游擊戰及建立情報網絡。

### 克里特島戰役
| 德軍傘兵在克里特島空降 | 德軍在克里特島進攻示意圖 |

1941年4月25日，喬治二世及其政府離開希臘本土到達克里特島。該島在5月20日受到進攻。德國人出動傘兵進行大規模空降入侵，進攻島上馬萊邁、瑞思諾及伊拉克利翁的3個主要機場。經過7天激烈戰鬥及頑強抵抗，盟軍指揮官認為戰事已沒有希望而命令從斯法克亞撤退。1941年6月1日，盟軍從克里特島的撤退完成，全島被德軍佔領。在德軍第7傘兵師付出慘重的傷亡後，希特勒禁止以後進行任何空降作戰。克特·司徒登將軍稱克里特島是德軍傘兵的墳墓，這場戰役则是悲慘的勝利。5月24日晚上，喬治二世及其政府從克里特島撤退到埃及。

## 評價
希臘戰役以德國取得完全勝利而告终，英國在中東沒有足夠的軍事資源以容許他同時在非洲北部及巴爾幹進行大規模的軍事行動，加上，如果他能在希臘抗擊德國的進攻，他亦沒有能力越過巴爾幹進行反擊，在列舉德國於希臘能取得全面勝利的原因時，以下的因素有很大的作用：
1. 德國的陸軍及裝備具有很大優勢;[105]
2. 德國空軍的巨大優勢加上希臘沒有能力向英國皇家空軍提供更多飛機場；[106]
3. 英國遠征軍實力不足，原因是帝國陸軍數量很少；[105]
4. 希臘軍隊的貧弱狀況及缺乏現代化裝備；[106]
5. 港口、道路及鐵路設施不足；[107]
6. 沒有聯合指揮及英國、希臘和南斯拉夫軍隊之間缺乏合作；[106]
7. 土耳其的絕對中立；[106] 及
8. 南斯拉夫的抵抗過早崩潰。[106]

當盟國戰敗後，有關派遣英軍到希臘的決定在英國引起激烈的批評。二次大戰期間的帝國總參謀長艾倫·布魯克元帥認為在希臘的干預是一個「戰略上的巨大錯誤」，因為這否定了韋維爾留下必要資源以完成征服 義屬利比亞或成功阻止埃爾溫·隆美爾之德意志非洲軍的三月攻勢，因此這延長了本來可以在1941年內取得勝利的北非戰場。在1947年弗雷迪·德·金根少將要求英國政府承認在希臘所實行之政策是錯誤的，另一邊，布魯克則爭辯，如果英國在1939年時希臘的獨立受到威脅時不作任何回應，面對納粹德國的猛烈攻勢時在道德上於理不合。根據歷史學家海茵茨·里克特的描述，邱吉爾嘗試通過在希臘的軍事行動以影響美國的政治氣候，直到戰敗後他仍堅持自己的策略。而約翰·基謹则认为，「希臘戰役是舊時代的紳士戰爭，雙方都付出名譽及勇氣」，希臘及盟國軍隊，出動了龐大的軍隊，「正義地與敵人戰鬥」。
弗賴伯格及布萊梅均質疑計劃的可行性，但他們未能向其政府反影他們的意見及憂慮。計劃在澳大利亞引起轟動，當布萊梅在1941年2月18日被告知要被派往希臘後，他感到憂慮但沒有告訴澳大利亞政府，只通知韋維爾澳大利亞總理羅伯特·孟席斯已批准計劃。當然，建議已被在倫敦的英國戰時內閣接納，而孟席斯亦有出席，邱吉爾亦對孟席斯說弗賴伯格及布萊梅已批准遠征，3月5日，在寫給孟席斯的信中，布萊梅說他不喜歡這個計劃: 逐漸地派遣到歐洲，第二天他說行動是「最有害的」，不過，在思想上他同意，澳大利亞政府已派遺澳大利亞皇家軍隊到希臘作戰。
1942年，英國國會議員描述在希臘的軍事行動是政治上及感情用事的決定，艾登爭辯說英國的決定是無異議的，及堅持希臘戰役阻延了軸心國入侵蘇聯。一些歷史學家爭辯這是為了證明希臘的抵抗已經變成第二次世界大戰的轉析點。根據萊尼·里芬斯塔爾，希特勒說：「如果義大利人沒有進攻希臘及需要我們的幫助，戰爭的進程將大為不同，我們可以在俄羅斯寒冬來到前攻佔列寧格勒及莫斯科，更沒有之後的史達林格勒戰役。」除了他的意見，布魯克亦說對蘇聯攻勢的開始延遲是由於希臘戰役，約翰·N·布拉德利及湯馬仕·B·貝爾總結雖然無任何資料顯示巴爾幹戰役令德國延遲巴巴羅薩行動，明顯地整個計劃令他們必須等待，另一方面，里克特說艾登的爭辯是「竄改歷史」， 英國知名戰略學者B·H·李德·哈特及弗雷迪·德·金根堅持如果馬莉塔作戰延遲了軸心國入侵蘇聯，這未足夠證明英國政府的決定是正確的，因為這不是此決定的唯一策略上的目的，在1952年，英國內閣辦公室歷史分部的一項科學研究總結巴爾幹戰役沒有影響巴巴羅薩行動的實行， 根據罗伯特·柯奇贝尔說：「將巴巴羅薩作戰的開始日期由5月15日延遲至6月22日是不合邏輯的安排，而且之前不正常的潮濕冬季令河流直到晚春仍然泛濫。」

## 對希臘的讚譽
希特勒在1941年對國會的发言中，表达了他對希臘军队的讚譽[h]，說道：「从历史公正的角度来看，我不得不指出，在我们面对的所有敌人中，希臘士兵在戰鬥中格外地表现出了他们高昂的勇氣，他们只有在继续抵抗是不可能或者徒劳无益的情况下方才投降。」希特勒亦命令，所有的被俘希臘士兵在被解除武裝後，即釋放及遣送回國，“因為他們的英勇”。據希特勒的最高统帅部参谋长、陆军元帅威廉·凱特爾說，希特勒“希望能给希臘人一个光彩的和解协定，以表示对他们英勇抵抗的敬意和无可指责的反抗：毕竟这都是義大利人导致的问题（指这场战争是由義大利首先发动所致）。”[i]受到希臘抵抗義大利與德國入侵的启发，邱吉爾說道：「至此我們今后将无法再說希臘人英雄般地戰鬥（因为希臘已经沦陷），但英雄们将像希臘人般地戰鬥。」在回复給喬治二世1940年12月3日的来信時，美國總統富蘭克林·德拉諾·羅斯福說：「所有的自由民族都对希臘民族的英勇和堅定不移感到深受鼓舞。」[k]

## 附錄
附带说一下，反抗德国的决定将迫使他们进攻我们，这样只会将英国人逐出希腊，因为他们知道，如果他们不进入保加利亚，没有英国的军队将登录希腊。他们的决定仅仅是一个他们的借口，这样他们就可以为进攻一个小国家获得辩护的理由，因为这个小国家已经卷入了一场反抗强国的战争。但是，尽管英国的军队不进入巴尔干半岛，德国也依然会介入，因为首先1940年秋天德国进攻俄罗斯的计划中已经考虑到右翼军队的安全，其次通过对巴尔干半岛南部的控制，从而将范围扩大到地中海的东部是德国攻击英国的重要战略步骤。

## 脚注
1. ↑  Collier (1971), 180
* . .
2. ↑  Richter (1998), 119, 144
3. ↑  . .
* Ziemke, Balkan Campaigns 的存檔，存档日期2009-02-08.
4. 1 2 3  Beevor (1992), 26
* Long (1953), 182–183 的存檔，存档日期2008-02-28.
* McClymont (1959), 486 （页面存档备份，存于）
 * Richter (1998), 595–597
5. 1 2  Richter (1998), 595–597
6. ↑  Bathe-Glodschey (1942), 246
7. ↑  Bathe-Glodschey (1942), 246
* Hitler, Speech to the Reichstag on May 4, 1941 的存檔，存档日期2008年4月13日，.
* Richter (1998), 595–597
8. 1 2  Blau (1953), 82 （页面存档备份，存于）
9. ↑  Ciano (1946), 247
10. ↑  Buckley (1984), 18
* Goldstein (1992), 53
11. ↑  Buckley (1984), 17
12. ↑  Southern Europe （页面存档备份，存于）, World War-2.Net
13. ↑  Buckley (1984), 19
14. ↑  Buckley (1984), 18–20
15. ↑  Bailey (1984), 22
* More U-boat Aces Hunted down （页面存档备份，存于）, OnWar.Com
16. ↑  Richter(1998), 119
17. ↑  Creveld (1972), 41
* Rodogno (2006), 29–30
18. ↑  Neville (2003), 165
19. ↑  Lee (2000), 146
20. 1 2  Blau (1953), 70–71 （页面存档备份，存于）
21. ↑  Blau (1953), 5 （页面存档备份，存于）
22. 1 2  Blau (1953), 5–7 （页面存档备份，存于）
* . .
23. ↑  Keitel (1965), 154–155
24. ↑  . .
* McClymont, 158–159 （页面存档备份，存于）
25. ↑  McClymont, 158 （页面存档备份，存于）
26. ↑  Lawlor (1994), 167
27. ↑  Barrass, Air Marshal Sir John D'Albiac （页面存档备份，存于）
* Beevor (1992), 26
28. ↑  Blau (1953), 71–72 （页面存档备份，存于）
* Vick (1995), 22
29. ↑  Beevor (1992), 38
* Blau (1953), 71–72 （页面存档备份，存于）
30. 1 2 3  Churchill (1991), 420
31. 1 2  . .
32. ↑  . .
* Simpson (2004), 86–87
33. ↑  Blau (1953), 74 （页面存档备份，存于）
34. ↑  Balkan Operations – Order of Battle – W-Force – 5th April 1941 的存檔，存档日期2008-02-28., Orders of Battle
35. ↑  Bailey (1979), 37
* Blau (1953), 75 （页面存档备份，存于）
36. 1 2 3 4  Blau (1953), 77 （页面存档备份，存于）
37. ↑  McClymont (1959), 106–107 （页面存档备份，存于）
* Papagos (1949), 115
* Ziemke, Balkan Campaigns 的存檔，存档日期2009-02-08.
38. ↑  McClymont (1959), 106–107 （页面存档备份，存于）
39. ↑  Lawlor (1994), 168
40. ↑  Bailey (1979), 37
41. ↑  Lawlor (1994), 168
* McClymont (1959), 107–108 （页面存档备份，存于）
42. ↑  Ziemke, Balkan Campaigns 的存檔，存档日期2009-02-08.
43. ↑  Buckley (1979), p. 40–45
44. ↑  Blau (1953), 79 （页面存档备份，存于）
45. ↑  Blau (1953), 79–80 （页面存档备份，存于）
46. ↑  Blau (1953), 81 （页面存档备份，存于）
47. ↑  Blau (1953), 82–83 （页面存档备份，存于）
48. ↑  Blau (1953), 83–84 （页面存档备份，存于）
49. ↑  McClymont (1959), 160 （页面存档备份，存于）
50. ↑  Blau (1953), 86 （页面存档备份，存于）
51. ↑  Blau (1953), 87 （页面存档备份，存于）
52. ↑  Buckley, p. 30–33
53. ↑  Buckley (1984), 50
* Blau (1953), 88 （页面存档备份，存于）
54. ↑  Beevor (1991), 33
55. ↑  Buckley (1984), 50
56. ↑  Blau (1953), 88 （页面存档备份，存于）
57. ↑  Buckley (1984), 61
* Blau (1953), 89 （页面存档备份，存于）
58. ↑  Blau (1953), 89–91 （页面存档备份，存于）
59. ↑  The Roof is Leaking （页面存档备份，存于）, Australian Department of Veterans' Affairs
60. ↑  Blau (1953), 91 （页面存档备份，存于）
61. ↑  Hondros (1983), 52
62. ↑  Blau (1953), 94 （页面存档备份，存于）
* Long (1953), 96 的存檔，存档日期2008-02-28.
63. 1 2  Blau (1953), 98 （页面存档备份，存于）
64. ↑   Long (1953), 96 的存檔，存档日期2008-02-28.
65. ↑   Long (1953), 96–97 的存檔，存档日期2008-02-28.
66. ↑   Long (1953), 98–99 的存檔，存档日期2008-02-28.
67. ↑  Blau (1953), 100 （页面存档备份，存于）
68. ↑  Beevor (1994), 39
69. ↑  Bailey (1979), 32
70. 1 2 3 4  Blau (1953), 94 （页面存档备份，存于）
71. ↑  Long (1953), 95 的存檔，存档日期2008-02-28.
72. ↑  Buckley (1984), 113
73. ↑  Keegan (2005), 157
74. ↑  Keegan (2005), 158
75. ↑  Blau (1953), 94-96 （页面存档备份，存于）
* Hondros (1983), 90
76. ↑  Blau (1953), 103 （页面存档备份，存于）
77. ↑  Long (1953),143 的存檔，存档日期2008-02-28.
78. ↑  Bailey (1979), 33
* . .
79. 1 2  Bailey (1979), 33
80. ↑  Blau (1953), 104 （页面存档备份，存于）
81. 1 2 3  Blau (1953), 111 （页面存档备份，存于）
82. ↑  Fafalios-Hadjipateras (1995), 248–249
83. ↑  Events Marking the Anniversary of the Liberation of the City of Athens （页面存档备份，存于）, The Hellenic Radio
84. ↑  Menzies, 1941 Diary 的存檔，存档日期2006-09-09.
85. ↑   Long (1953), 104–105 的存檔，存档日期2008-02-28.
86. ↑  McClymont (1959), 362 （页面存档备份，存于）
87. ↑   Long (1953), 112 的存檔，存档日期2008-02-28.
88. ↑  McClymont (1959), 366 （页面存档备份，存于）
* Richter (1998), 566–567, 580–581
89. ↑  Macdougall (2004), 194
90. ↑  Macdougall (2004), 195
* Richter (1998), 584–585
91. ↑  Richter (1998), 584
92. ↑  McClymont (1959), 362–363 （页面存档备份，存于）
93. ↑  Blau (1953), 108 （页面存档备份，存于）
94. ↑  Macdougall (2004), 195
95. ↑  Blau (1953), 112 （页面存档备份，存于）
* . .
* Richter (1998), 595
96. ↑  Richter (1998), 602
97. 1 2  Richter (1998), 615
98. ↑  Richter (1998), 616
99. ↑  Richter (1998), 616–617
100. ↑  Carlton (1992), 136
101. 1 2  Beevor (1992), 231
102. 1 2  Blau (1953), 116–118 （页面存档备份，存于）
* McClymont (1959), 471–472 （页面存档备份，存于）
103. 1 2 3 4 5  Blau (1953), 116–118 （页面存档备份，存于）
104. ↑  McClymont (1959), 471–472 （页面存档备份，存于）
105. 1 2  Broad (1958), 113
106. ↑  Richter (1998), 624
107. ↑  Buckley (1984), 138
108. ↑  Richter (1998), 633
109. ↑  Keegan (2005), 158
110. ↑  McClymont (1959), 475–476 （页面存档备份，存于）
111. ↑  McClymont (1959), 476 （页面存档备份，存于）
112. ↑  Richter (1998), 338
113. ↑  McClymont (1959), 115 （页面存档备份，存于） and 476 （页面存档备份，存于）
114. ↑  Richter (1998), 638–639
115. ↑  . .
* Keegan (2005), 144
116. ↑  Riefenstahl (1987), 295
117. ↑  Bradley-Buell (2002), 101
118. ↑  Richter (1998), 639–640
119. 1 2  Richter (1998), 640
120. ↑  Kirchubel (2005), 16
121. ↑  Churchill (1974), 6891
122. ↑  Hitler, Speech to the Reichstag on May 4, 1941 的存檔，存档日期2008年4月13日，.
* Keitel (1965), 165–166
123. ↑  Celebration of Greek Armed Forces in Washington 的存檔，存档日期2007-09-27., Press Office of the Embassy of Greece
* . .
124. ↑  Murray-Millett (2000), 105
* Titterton (2002), 84
125. ↑  Duncan, More Maritime Disasters （页面存档备份，存于）
* Titterton (2002), 84
126. ↑  Long (1953), 182–183 的存檔，存档日期2008-02-28.
* McClymont (1959), 486 （页面存档备份，存于）
127. ↑  McClymont (1959), 486 （页面存档备份，存于）
128. ↑  Blau (1953), 3–4 （页面存档备份，存于）
129. ↑  Buckley (1984), 17
130. ↑  Papagos (1949), 317
131. ↑  . .
* Long (1953), 41
132. ↑  Beevor (1992), 60
133. ↑  M. Pelt (1998), 122–123
134. ↑  Pelt (1998), 226
135. ↑  Goebbels (1982)
* Jerasimof Vatikiotis (1998), 156–157
136. ↑  Keitel (1965), 150, 165–166
137. ↑  Roosevelt, Letter to King George of Greece （页面存档备份，存于）